# Liste d'organisations criminelles
Ceci est une liste non exhaustive d'organisations qui sont impliquées dans la criminalité organisée ou dans des activités criminelles.

## Amérique du Nord

### Canada
- Bacchus Motorcycle Club (en)
- Famille Rizzuto[1]
- Famille Cotroni[1]
- Famille Musitano[1]
- Grim Reapers (en)
- La Commisso (Grand Toronto)
- Dömötör-Kolompár (en)
- Famille Luppino (en)
- Famille Papalia (en)
- Satan's Choice (en)
- Groupe Siderno (en)
- Rebels (en)
- The Stopwatch Gang (en)

#### Québec
- Arab Power
- Blood Family Mafia
- Clan Dubois

- Gang de l'ouest[2]

- Hells du Québec

- - Les Nomads
- Organisation Rivard
- Organisation Blass
- Popeyes (en)
- Rock Machine
- Wolf Pack
- Zone 2

#### Gangs de rue
- 856 gang (en)
- Dixon Bloods (en) (Toronto)
- Five Point Generalz (en) (Toronto)
- Galloway Boys (en)
- Independent Soldiers (en)[3] (Vancouver)
- Indian Posse[4],[5]
- Manitoba Warriors - 1323 (en)
- Native Syndicate[4],[5]
- North Preston's Finest (en)
- Redd Alert[4],[5]
- Red Scorpions (en)[3] (Vancouver)
- United Nations (en)[3] (Vancouver)
- VVT (en) (Toronto)[6]

### États-Unis
- Benson Syndicate (en)
- Bling Ring
- Cornbread Mafia (en)[7]
- Dixie Mafia (en)[8]
- Famille Velentzas (en)[9]
- Gang d'Eddie Nash[10] (Los Angeles)
- Gang de Wonderland[10] (Los Angeles)
- Mafia polonaise
- Organizacion de Narcotraficantes Unidos (en) (Puerto Rico)
- Soap Gang, empire criminel, Denver, Creede, Colorado et Skagway en Alaska[11].
- Syndicat national du crime[2],[8]
  - Seven Group (en)[2],[8]
  - Murder Incorporated[2],[12]

#### Familles mafieuses
- La Commission[1]
- Les Cinq familles[4],[2],[1]
- Actives
  - Famille Bonanno[4],[2],[1],[13],[14]
  - Famille Colombo[4],[2],[1],[13]
  - Famille Genovese[4],[2],[1],[13],[14],[15]
    - 116th Street Crew (en)[1]
    - Greenwich Village Crew (en)[2]
    - Genovese du New Jersey (en)[13]

  - Famille Gambino[4],[2],[1],[13],[14]
    - Ozone Park Boys (en)[16]
    - Baltimore Crew (en)
    - Bergin Hunt and Fish Club (en)

  - Famille Lucchese[4],[1],[13],[15]
    - The Vario Crew (en)[2]
    - 107th Street gang

  - Famille de Buffalo[2],[1]
  - Famille DeCavalcante[2],[1],[13]
  - Famille de Philadelphie[2],[1],[13]
  - Famille de Pittsburgh[1],[8]
  - Famille Patriarca[1]
    - Angiulo Brothers crew[1]

  - Famille de Cleveland (en)[1],[17]
  - Famille de Los Angeles[1]
  - Famille de Kansas City (en)[1]
  - Famille Trafficante[1]
  - Famille de Milwaukee[1]
  - Famille de la Nouvelle-Orléans (en)[2],[1],[8]
  - Detroit Partnership[1],[8],[17]
  - L'Outfit de Chicago[4],[2],[18],[1],[17]
    - Crew de Las Vegas
- Familles disparues

- - Famille de Cleveland (en)[2],[1]
  - Famille Genna (en)[1]
  - Famille de Saint-Louis[1]
  - Famille de Rochester (en)[1]
  - Famille Bufalino[1]
  - Famille de Dallas[1]
  - Famille de Denver (en)[1]
  - Famille de San Francisco (en)[1]
  - Famille de San Jose (en)[1]
  - Famille de Seattle (en)
  - Licavoli Mob (en)[2],[1]
  - New York Camorra (en)
  - East Harlem Purple Gang (en)[15]

#### Organisations mafieuses juives
- Cohen Gang (en)[1],[8],[12]
- The Purple Gang (en)[2],[12],[17]
- Gang de Zwillman[12]
- Gang de Isadore Blumenfeld[12]
- Cleveland Syndicate
- New York
  - Schultz gang
  - The Bugs and Meyer Mob (en)[12]
  - Shapiro Brothers (en)[12]
  - Yiddish Black Hand (en)[12]
  - Rothstein organization

#### Organisations afro-américaines
- 69 Mob (en)[19](Oakland)
- Black Mafia (en)[2],[14],[19] (Philadelphie)
- Black Mafia Family (en)[20] (Detroit)
- Gang des frères Chambers (en) (Detroit)
- Gang de Bumpy Johnson[14] (New York)
- Junior Black Mafia (en)[21] (Philadelphie)
- Le Conseil (en)[22],[14]
- Harlem numbers racket[14] (New York)
- L'organisation Matthews[14] (New York)
- L'organisation de Rayful Edmond (en)[19] (Washington, D.C.)
- Miami Boys (en)
- Supreme Team (en)[19] (New York)
- The Country Boys[14],[19] (New York)
- Young Boys Inc. (Detroit)

#### Organisations irlando-américaines
- Egan's Rats (en)[8],[23] (St Louis)
- Hogan Gang (en) (St Louis)
- L'organisation de Enoch L. Johnson (Atlantic City)
- K&A Gang (en) (Pennsylvanie)
- Chicago
  - North Side Gang[2],[8],[23] l'organisation criminelle irlando-américaine la plus importante de Chicago durant la Prohibition
  - Valley Gang[8]
  - Touhy gang
- Boston
  - Mullen Gang (en)[23]
  - Gang de Winter Hill[2],[23], organisation du mafieux James Bulger, un des fugitifs les plus recherchés par le FBI  jusqu'en 2011.
  - Gustin Gang (en)[23]
  - Charlestown Mob (en)
- New York
  - Dwyer gang
  - The Westies (en)[2],[23]
  - White Hand Gang (en)[2]
  - Higgins gang

### Mexique
- Cartel Beltrán Leyva
- Cartel d'Oaxaca
- Cartel de Jalisco Nouvelle Génération
- Cartel de Juarez
- Cartel de Milenio
- Cartel de Santa Rosa de Lima
- Cartel de Sinaloa
- Cartel de Sonora
- Cartel de Tijuana
- Cartel des chevaliers templiers
- Cartel du Golfe
- Cartel du nord-est
- Cartels Unis
- Guerreros Unidos
- La Familia Michoacana
- Los Correa
- Los Talibanes
- Los Zetas
- Sangre Nueva Zeta

## Europe
- 36 Boys (en)[24] (Allemagne)
- AK81 (en)[25] (Danemark)
- Bande à Fasel (Suisse)
- Black Jackets (en) (Allemagne)
- Black Cobra (en)[26],[25](Suède et Danemark)
- Brödraskapet (en)[26] (Prison Kumla, Suède)
- Fucked For Life (en)[26] (Suède)
- Gang Holleeder[2] (Pays-Bas)
- Hopi Boys (en) (Pays-Bas)
- Mocro Maffia (Pays-Bas et Belgique)
- Penose (en) (Pays-Bas)
- Original Gangsters (en)[26] (Suède)
- Red Wall Gang (en) (Dublin)
- The Turtles (Belgique)
- The Westies (en) (Irlande)

### France
Le gang des Abso 
- Bande des Trois Canards
- Bande des bergers de Venzolasca
- Clan des Perletto,trafiquants de drogues et parrains du milieu varois
- Couscous connection, réseau international de trafic d'héroïne dans les années 1980, basée dans le quartier de Belleville à Paris
- Dream team, surnom d'une équipe de braqueurs des années 1990
- Frères Hornec, famille mafieuse du crime organisé francilien issue de la communauté manouche
- Gang du Petit bar, un groupe de criminalité organisée corse
- Gang de la Brise de mer
- Gang de Faïd, spécialisé dans l'attaque de fourgons blindés
- Gang de Payet, gang de braqueurs multirécidivistes, accusé d'attaque de fourgons blindés, de meurtre, de fusillades et d'évasions
- Gang des barbares[27]
- Gang des postiches, association de malfaiteurs spécialisée dans les braquages et les effractions de banques qui opéra à Paris entre 1981 et 1986
- Gang des Tractions Avant[28] bande de malfaiteurs des années d'après-guerre spécialisée dans les attaques à main armée
- Gang des souris vertes, association de malfaiteurs qui a commis de nombreux vols aggravés entre 2003 et 2006
- Gang des Lyonnais, bande organisée de braqueurs qui fut active dans la région lyonnaise et en France entre 1967 et 1977, sans jamais avoir de sang sur les mains.
- Gang des ripoux, bande de policiers véreux qui auraient commis une série d'agressions, de cambriolages et d'attaques à main armée, entre janvier 1982 et juillet 1985 en région parisienne.
- Gang des ripoux de Lyon
- French Connection, multiples réseaux de trafics d'héroïne originaire de Turquie entre le sud de la France et les États-Unis de 1937 aux années 1970
- Gang de Roubaix, association de malfaiteurs et Terrorisme lié à Al-Qaïda actifs entre 1993 et 1996 dans la région lilloise
- Réseau de trafic de drogue de Sofiane Hambli
- Réseau de Henri Botey, proxénète parisien des années 1960-2010 — il était le parrain de Marine Le Pen.
- Réseau de Madame Claude, proxénète des années 1960-1970 ayant fourni des services à des dignitaires du gouvernement français, des diplomates...
- Gang des masques de nylon
- Gang des lycéens de Dieppe
- Les Vikings (clan de la mafia nigériane)[29]
- DZ Mafia
- Yoda
- Les Blacks

-Camora 
-Wo shing wo 
-Black Manjack Family 
-N'dranghetta 
-Bloods 
-Rock Machine 
-14k 
-Grand cercle

### Italie
- Liste des clans de la Camorra
- Cosa nostra[4],[2],[1],[30],[31]
  - Clan Cuntrera-Caruana

- - Commission de la mafia sicilienne
    - Clan d'Inzerillo
    - Mandamenti
      - Mandamento de Mazar
      - Clan Castelvetrano
      - Mandamento de Trapani
      - Mandamento de Pagliarelli
      - Mandamento de Resuttana
      - Mandamento de Ciaculli
      - Cosca
      - Corleonesi[4],[2]
      - Clan Bontade
- Stidda[2]
- 'Ndrangheta[4],[2],[30]
  - La Provincia
  - 'Ndrina Morabito
  - 'Ndrina Bellocco
  - 'Ndrina Commisso
  - 'Ndrina Barbaro
  - Groupe de Siderno
- Camorra[4],[2],[18],[30]
  - Alliance de Secondigliano

- - Clan Adami
    - Clan Licciardi[30]
    - Clan Contini[30]
    - Clan Lo Russo[30]
    - Clan Mallardo[30]

  - Nuova Camorra Organizzata[4],[2],[30]
  - Clan Di Lauro[30]
  - Nuova Famiglia[4],[30]
  - Clan Casalesi[30]
  - Clan Fabbrocino[30]
  - Clan Giuliano[30]
  - Clan Nuvoletta[30]
  - Clan Vollaro[30]
  - Scissionisti di Secondigliano[30]
  - Clan La Torre[30]
  - Clan Alfieri[30]
  - Clan Russo[32]
- Criminalité organisée des Pouilles :
  - Sacra Corona Unita
  - Società foggiana (it)
  - Camora barese (it)
  - Nuova camorra barese (it) (disparu)
- Anonima sequestri (enlèvements contre rançon en Sardaigne entre les années 1960 et les années 1990)
- Mala del Brenta (en)[30]
- Banda della Magliana[33] (disparu)
- Basilischi (it)
- Ligera (it), pègre milanaise.
- Bande de Comasina[34] (disparu), gang du criminel Renato Vallanzasca.

### Balkans
- Clan d'Arkan
- Gang de Zemun
- Les Pink Panthers
- Gang de Prazina

### Grande-Bretagne
- Aggi Crew[35]
- Brighton razor gangs (en)
- Birmingham Boys (en)[2],[36]
- Cheetham Hillbillies (en) (Manchester)
- Curtis Warren's drug empire[2](Liverpool)
- Delta Crime Syndicate (Glasgow)
- Elephant and Castle Mob (en)[37],[36]
- Hoxton Gang[37],[36]
- Lynx gang (en)[38] (Birmingham)
- Messina Brothers[2],[37],[36]
- McGraw firm[2](Glasgow)
- Peaky Blinders
- Quality Street Gang (en)[37](Manchester)
- Noonan firm[37](Manchester)
- Sabini syndicate[2],[37],[36]
- Sugarman Gang (en)(Glasgow)
- Thompson firm[2],[37](Glasgow)
- Whitney gang (en) (Liverpool)
- Wild gang[37](Glasgow)
- Worth gang (Glasgow)

À Londres
- Clerkenwell crime syndicate (en)[2],[35]
- Forty Elephants
- Ghetto Boys (en)[35]
- Peckham Boys (en)[35],[39]
- PDC (en)
- Bengali gangs (en)[35]
- The Firm[2],[37],[36]
- The Richardson Gang (en)[2],[37],[36]
- Woolwich Boys (en)

### Russie
- Balachikhinskaïa, coalition de 29 groupes criminels qui étaient à l'origine indépendants.
- Organisation de Moguilevitch[40]
- Pouchkinskaïa
- Gang Tambov (en)[40] (Saint-Pétersbourg)
- Gang Uralmash (Iekaterinbourg)

À Moscou :
- Dolgoproudnenskaïa
- Izmaïlovskaïa
- Liouberetskaïa
- Orekhovskaïa[40]
- Solntsevskaïa[4],[2],[40]

## Asie
- Clan de Koutaisi[40],[41]
- Clan de Tbilissi[41]
- Jongro gang
- Red Wa (Thaïlande)
- The Nam Cam gang[4],[2] (Vietnam)
- Mamak Gang (en)[42] (Malaisie)
- Mafia arménienne
- Kuratong Baleleng (en)[4] (Philippines)

### Yakuza

#### Groupes actifs
- Yamaguchi-gumi[4],[2],[43]
  - Yoshitomi
  - Yamaken-gumi (en)　[2],[43]
  - Kodo-kai (en)[2]
  - Takumi-gumi (en)[43]
  - Kokusui-kai (en)[43]
- Inagawa-kai[4],[2],[43]
- Sumiyoshi-kai[2],[43]
  - Sumiyoshi-ikka Shinwa-kai
    - Kansuke Juni-daime
- Matsuba-kai[43]
- Kyokuto-kai[43]
- Dojin-kai[43]
- Yon-daime Kudo-kai[43]
- Roku-daime Aizu-Kotetsu-kai[43]
- Okinawa Kyokuryu-kai[43]
- Kyushu Seido-kai
- Go-daime Kyosei-kai[43]
- San-daime Fukuhaku-kai
- Soai-kai[43]
- Yon-daime Kyokuryu-kai[43]
- San-daime Kyodo-kai[43]
- Taishu-kai[43]
- Shichi-daime Goda-ikka[43]
- Toa-kai[2]
- Ni-daime Azuma-gumi[43]
- Yon-daime Asano-gumi[43]
- Hachi-daime Sakaume-gumi
- Yon-daime Kozakura-ikka[43]
- Ni-daime Shinwa-kai[43]

#### Groupes disparus
- Kantō-kai[43]
- Honda-kai[43]
- Ichiwa-kai[43]
- Yamano-kai[43]
- Nakano-kai (en)[2],[43]
- Kyokuto Sakurai-soke-rengokai[43]
- Yamaguchi-gumi
  - Goto-gumi (en)[43]
  - Suishin-kai (en)[44]

### Triades chinoises
- Bande V
- Triades basées à Hong Kong
  - 14K, 25 000 membres dont 2 000 à Hong Kong, répartis en 30 sous-groupes
  - Le Grand Cercle, une des six plus grandes triades chinoises, fondée à la fin des années 1960 par d'anciens gardes rouges.
  - Groupe Luen (en), 8 000 membres en Chine et à l'étranger, notamment à Toronto.
  - Nouvelle droiture et paix
  - Groupe Wo
    - Wo Shing Wo, fondée en 1908, 28 000 membres répartis au Canada, en Chine populaire et aux États-Unis.
    - Shui Fong (en)
    - Wo Hop To (en)[45]
- Triade originaire de Taïwan
  - Gang du Bambou Uni[46] créé en 1956, 10 000 à 20 000 membres répartis au Canada, au Japon et aux États-Unis. Elle est aussi parfois appelée Union du Bambou ou Alliance du Bambou.
  - Bande des Quatre Mers[46] 2 000 à 5 000 membres, seconde triade de l'île. Peu présente à l'étranger sauf en Autriche.

### Inde
- Ashok Mahto (en)
- Chaddi Baniyan (en)
- D-Company[2], gang du mafieux Dawood Ibrahim.
- Kala Kaccha (en)
- Thug ancienne confrérie d’assassins professionnels
- Devi

## Moyen-Orient
- Famille Abergil[4]
- Famille Alperon[4](Israël)
- Clan Doghmush (en)
- Söylemez Gang (en) (Turquie)
- Yüksekova Gang (en) (Turquie)

## Océanie

### Australie
- Brothers for Life (en)
- Evil Warriors (en)[47]
- The Carlton Crew (en)
- DLASTHR (en)[48]
- Famille Moran (en)
- Famille Pettingill (en)
- Honoured Society (en)[49]
- Razor gang (en)
- Rocks Push (en)
- Sword Boys (en)[50]
- 5T (en)

### Nouvelle-Zélande
- Black Power[5]
- Fourth Reich (en)
- Head Hunters MC (en)
- Killer Beez (en)
- King Cobras (en)
- Lost Breed (en)
- Mongrel Mob (en)[2],[5],[51]
- New Zealand Nomads (en)
- Road Knights (en)
- Tribesmen Motorcycle Club (en)

## Amérique du Sud et Caraïbes
- 18th Street Gang[4],[5],[52]
- Ashkenazum

- Mara Salvatrucha[54],[4],[13],[5],[51],[52]

### Brésil
- Amigos dos Amigos[56]
- Carecas do ABC
- Comando Vermelho[4],[2],[56]
- Escritório do Crime
- Família do Norte
- Okaida
- Premier commando de la capitale[4],[2] (São Paulo)
- Terceiro Comando
- Terceiro Comando Puro

### Colombie
- Cartel de Medellin (dissous)
- Cartel de Cali (dissous)
- Clan del Golfo également appelé Clan Usuga
- Oficina de Envigado
- Los Priscos
- Cartel du Norte del Valle

## Afrique
Parmi les groupes de la criminalité organisée, les syndicats du crime nigérians (en) ont connu un fort développement depuis les années 1990 et pris une place notable dans l'univers de la criminalité. Les organisations les plus connues sont les ex-confréries étudiantes anticolonialistes et panafricanistes nées dans les universités nigérianes dans les années 1970. Ainsi, le Neo-Black Movement (NBM), officiellement une ONG de 30 000 membres à travers le monde et la Black Axe qui a émergé en son sein est devenu en quelques années une organisation criminelle internationale de premier plan. Elle utilise des pratiques d'initiation particulièrement violentes et des pratiques vaudoues au cours desquels les aspirants sont baptisés du nom d'un héros de l'indépendance africaine comme Patrice Lumumba, Mouammar Kadhafi ou Ngugi wa Thiong'o. Les cultes renforcent la cohésion et la fidélité des membres à l'organisation.
Autres groupes criminels :
- Area Boys[5] (Nigeria)
- Hard Livings (en) (Afrique du Sud)
  - Gangs Nigerien 419[4]
- One Million Boys (en) (Nigeria)
- Mungiki[5] (Kenya)
- The Americans (Afrique du Sud)
- The Numbers Gang (en)[51] (Afrique du Sud)

## Groupe de motards criminalisés
- Bandidos
- El Forastero Motorcycle Club
- Hells Angels
- Mongols
- Outlaws
- Pagans
- Rock Machine
- Kamikaze Riders
- Bōsōzoku

## Réseaux de contrebande
- Angleterre
  - Hawkhurst Gang (en)[58]
  - The Aldington Gang (en)[58]
- Trafic d'armes
  - L'organisation de Viktor Bout[2]
  - L'organisation de Leonid Minin
  - L'organisation de Monser al Kassar
  - L'organisation de Tomislav Damnjanovic
  - L'organisation de Sarkis Soghanalian
- Trafic d'êtres humains
  - Snakeheads[4]
  - Coyotaje[59]

## Réseaux de trafic de stupéfiants
- - The Brotherhood of Eternal Love[22] organisation informelle d'amateurs de drogues psychédéliques et de dealers qui opéraient à la fin des années 1960
  - Black Tuna Gang (en)[2],[22]
  - The Company[60]
  - Jung organization[22]
  - Mancuso organization[61]
  - Chagra organization[60]
  - L'organisation de Ricky Donnell Ross[19]
  - Ike Atkinson[14]
  - Cowboy Mafia (en)
  - La Pizza connection[62],[63] organisation de trafic d'héroïne qui succéda à la French Connection de 1974 à 1985
  - The Yogurt Connection (en)[64]
- Mr Asia syndicate[65] (Nouvelle-Zélande)
- La French Connection[2],[22]
- Valencia drug ring
- La Mocro Maffia
- L'empire de la drogue de Brian Brendan Wright[2]
- L'empire de la drogue de Howard Marks[66]
- Yashukichi network
- Tyrrell organisation
- DZ Mafia
- Yoda